# Ökologie
Die Ökologie (von altgriechisch οἶκος oikos ‚Haus‘, ‚Haushalt‘ und λόγος logos ‚Lehre‘; also „Lehre vom Haushalt“) ist gemäß ihrer ursprünglichen Definition eine wissenschaftliche Teildisziplin der Biologie, welche die Beziehungen von Lebewesen (Organismen) untereinander und zu ihrer unbelebten Umwelt erforscht. In der zweiten Hälfte des 20. Jahrhunderts wurde der Begriff zunehmend auch zur Bezeichnung der Gesamtumweltsituation verwendet, wurde dadurch aber auch insgesamt diffuser. Das Adjektiv „ökologisch“ wird umgangssprachlich als Ausdruck für eine Haltung oder ein Agieren verwendet, das schonend mit Umweltressourcen umgeht.

## Entstehung, Definition und Bedeutungsvielfalt der Ökologie

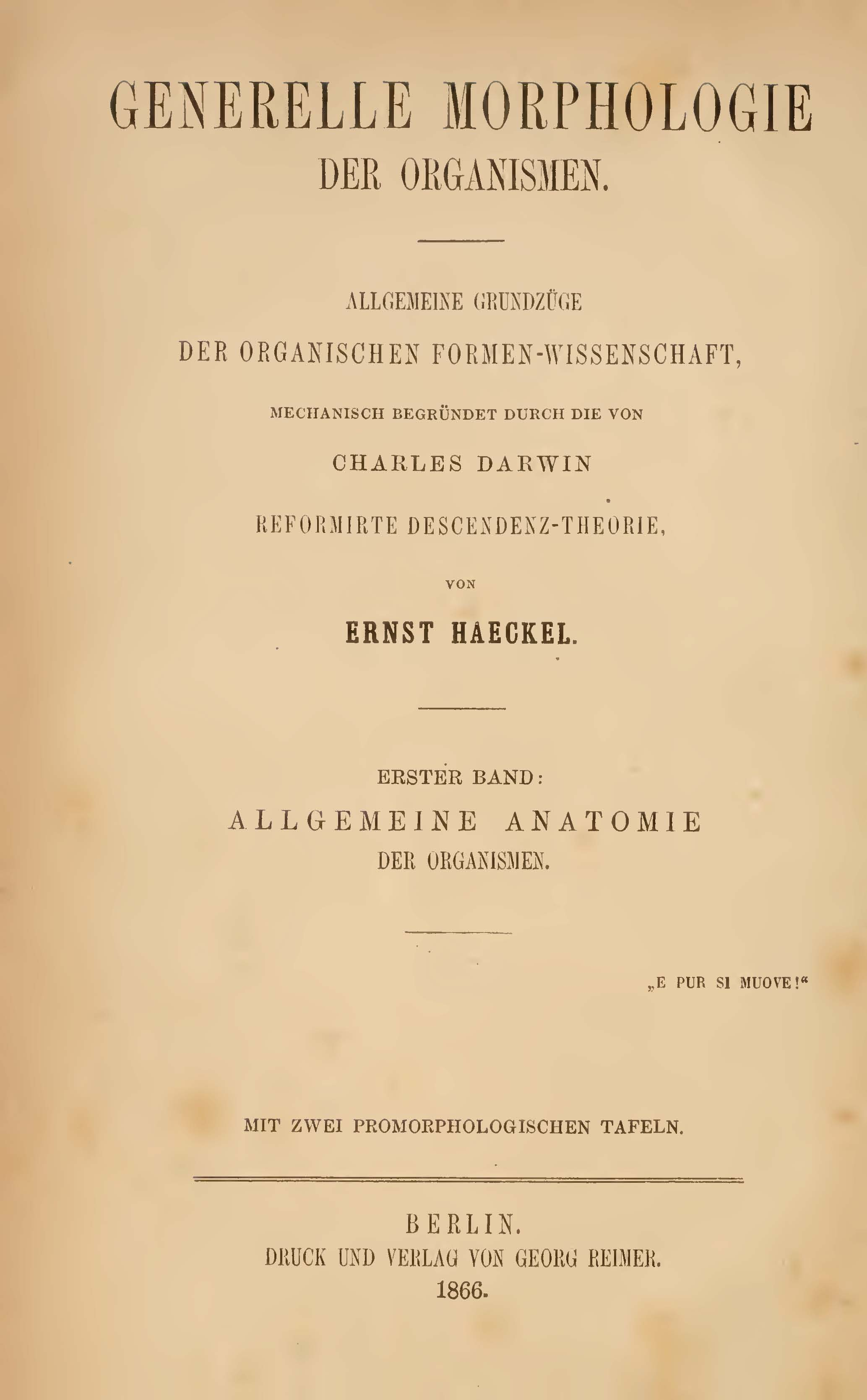
Haeckel: Generelle Morphologie der Organismen. Band 2, Berlin 1866, Kapitel 19, in Abschnitt XI steht als Überschrift „Oecologie und Chronologie“

Als Begründer ökologischer Grundlagenforschung können neben anderen Alexander von Humboldt (ganzheitliches Naturverständnis, empirische Pflanzengeographie), Charles Darwin (Ökologie der Regenwürmer, Wechselwirkung Ökologie und Evolution), Karl August Möbius (Meerestiere), Johannes Eugenius Bülow Warming (Pflanzenökologie und Pflanzengeographie), Arthur George Tansley (Ökosystem-Aspekte) und August Thienemann (Ökologie der Binnengewässer) genannt werden. Aus der angewandt-ökologischen Forschungsrichtung seien exemplarisch Justus von Liebig (Agrar-Nährstoffökologie) und Ellen Richards (Hygiene) genannt. Die zentralen Arbeiten der Genannten erschienen zwischen etwa 1840 (Liebig) und 1940.
Definitionen des Wissenschaftsbegriffs Ökologie wurden erstmals in den Jahren 1866 bis 1869 (mit jeweils leichten Formulierungsänderungen) von Ernst Haeckel gegeben, einem damals führenden deutschen Zoologen und Verfechter der darwinschen Deszendenztheorie. Haeckel forschte selber nicht auf dem Gebiet der Ökologie, definierte den Begriff aber als Lehre von den Wechselwirkungen der Organismenarten untereinander. In seiner letzten Definition verstand er darunter verstärkt auch den Gesamthaushalt der Natur, eine Definition, die unserem heutigen breiten Verständnis von Ökologie nahe kommt:

„Unter Oecologie verstehen wir die gesammte Wissenschaft von den Beziehungen des Organismus zur umgebenden Aussenwelt, wohin wir im weiteren Sinne alle „Existenz-Bedingungen“ rechnen können. Diese sind theils organischer, theils anorganischer Natur; sowohl diese als jene sind, wie wir vorher gezeigt haben, von der grössten Bedeutung für die Form der Organismen, weil sie dieselbe zwingen, sich ihnen anzupassen.“

Der Begriff etablierte sich in der Biologie allerdings erst gegen Ende des 19. Jahrhunderts und erfuhr auch Modifikationen seiner Definition, die manchmal eingeengter, manchmal sehr breit gefasst wurde.
Statt von Ökologie sprach man im 18. und 19. Jahrhundert öfters auch von Ökonomie (so bei Goethe), ein Terminus, der früher im (süd)deutschen Sprachraum auch für Landwirtschaftsbetriebe verwendet wurde und heute zuweilen noch im angelsächsischen Bereich für ökologische Prozesse verwendet wird. Verschiedentlich wurde und wird auch der Begriff „Biologie“ im Sinne von „Ökologie“ verwendet, beispielsweise in Bezeichnungen wie „Blütenbiologie“. Ein anderer zuweilen in romanischen Sprachen verwendeter Parallelbegriff war Mesologie. Von Geowissenschaftlern und Landschaftsökologen wird öfters der Begriff Bioökologie verwendet, um die aus der Biologie heraus entstandene Ausrichtung gegenüber einer mehr geowissenschaftlich orientierten Geoökologie abzugrenzen. Letztere wird allerdings auch unterschiedlich verstanden, entweder eher im Sinne der physisch-geographischen Landschaftsökologie oder aber im Sinne einer auf die Stoffdynamik konzentrierten Umwelt(natur)wissenschaft.
Von Anfang an konnte man in der ökologischen Forschung und Lehre zwischen einer Grundlagenorientierung, manchmal auch Theoretische Ökologie genannt, und einer Angewandten Ökologie unterscheiden. Die letztere fokussierte unter anderem stark auf Probleme der Forstwirtschaft, der Landwirtschaft, der Gewässerreinhaltung oder der Hygiene für Mensch und Tier. Die Grundlagenforschung sah ihr Hauptziel darin, die Funktionsweise der Wechselwirkungen in der Natur zu verstehen, wobei schon früh darauf hingewiesen wurde, dass viel Grundlagenerkenntnisse unmittelbar oder mittelbar auch Anwendungsbezüge haben.

## Forschungsansätze in der Ökologie
Am Beginn einer ökologischen Untersuchung steht vielfach eine statistisch-deskriptive Bestandsaufnahme, bei welcher die interessierenden Lebewesen oder anderen ökologischen Parameter erfasst werden und meist zugleich die korrespondierende Umwelt charakterisiert wird. Aus dem Vergleich von Befunden mehrerer Areale und Regionen oder Zeitabschnitten können unter Umständen Muster erkannt werden, beispielsweise wiederkehrende Artengemeinschaften, deren Vertreter offensichtlich ähnliche Ansprüche an die Umwelt stellen oder die aus anderen Gründen häufig gemeinsam (assoziiert) vorkommen. Derartige Ansätze führen zu Klassifikationssystemen der Umwelt, beispielsweise den Unterteilungen in Vegetationszonen oder pflanzensoziologische Einheiten, die vielfach auch für eine Kurzcharakterisierung von tierischen Biotopen (Lebensräumen) genutzt werden. Deskriptive Beschreibungen und Klassifizierungen sind vielfach ein erster wichtiger Schritt zu einer Hypothesenbildung.
Kausalanalytische Fragestellungen ergeben sich in der Ökologie vielfach aus Beobachtungen in Natur- oder Kulturlandschaften oder auch durch intensive Beobachtungen einzelner Individuen oder Populationen. Korrelationen zwischen dem Vorkommen oder der Häufigkeit einer Art oder eines Genotyps einerseits und abiotischen Umweltfaktoren andererseits können Hinweise auf physiologisch-ökologische Ansprüche (Ressourcenbedürfnisse) von Arten geben. Biotop- und Nahrungsansprüche, räuberische und parasitische Gegenspieler sowie Raum- oder Nahrungskonkurrenten können erkannt oder vermutet werden. Die Art der vermuteten Wechselwirkung kann in Form einer Hypothese formuliert werden, die entweder durch weitere Beobachtungen, beispielsweise in anderen Regionen, oder durch gezielte Experimente im Labor oder im Freiland erhärtet oder falsifiziert wird. Freilandexperimente können beispielsweise so durchgeführt werden, dass bestimmte Organismen am Zutritt zu einer Beobachtungsfläche gehindert werden. So lassen sich durch Abzäunungen Kaninchen und Rehe von einer Wiese fernhalten, im Wasserkörper durch Netzstrukturen die Kleinfische, die ansonsten das Zooplankton fressen würden. Aus dem Systemverhalten der Umwelt, der in den vorliegenden Fällen jeweils eine wichtige trophische Komponente entzogen wurde, können präzisere Hypothesen über die Wechselwirkung im System entwickelt werden, die gegebenenfalls zur Verfeinerung selber wieder einem neuen Test unterworfen werden.
Das Methodeninventar umfasst einerseits genuin ökologische Methoden (beispielsweise Detektions-, Fang- und Sammelmethoden, statistische Verfahren zur Auswertung bestimmter Verteilungsmuster), andererseits auch Methoden aus Nachbardisziplinen, darunter der Bodenkunde, Meteorologie, Limnologie, Genetik und stets auch der Statistik. Angewandte ökologische Forschung, speziell auch sozial-ökologische Forschung, benutzt daneben Methodeninventare, die in den Gesellschaftswissenschaften, in Ökonomie, Soziologie, Anthropologie und Psychologie entwickelt wurden. Sozial-ökologische Analysen beziehen sich auf die materiellen und immateriellen Beziehungen zwischen Natur und menschlicher Gesellschaft; häufig wird in diesem Zusammenhang der Versuch unternommen, Lösungen für Nachhaltigkeitsprogramme zu finden. Ansätze, Aspekte der genannten verschiedenen Disziplinen zu vereinigen und zu diskutieren, finden sich beispielhaft in einzelnen Forschungsprojekten.
Praktische ökologische Fragestellungen liegen ganz zentral auch im Natur- und Artenschutz vor, bei der Evaluierung der ökonomischen Bedeutung von Ökosystemen (den Ökosystemdienstleistungen) sowie in der Land- und Forstwirtschaft und der Fischereikunde. Stark angewandt ausgerichtet und mit Bedeutung im Umweltschutz ist das ökologische Monitoring, das bestimmte Organismen, Stoffe oder Zustandsgrößen der Umwelt erfasst, kategorisiert und als potenzielle Grundlage für Maßnahmen katalogisiert. Für alle diese Bereiche sind spezielle und teilweise normierte Verfahren entwickelt worden, die oft auch einen direkten Abgleich mit Planungsmaßnahmen und mit juristischen Vorgaben ermöglichen.

## Traditionelle Unterteilung der Ökologie
Traditionell wurde der Lehr- und Forschungsgegenstand der (biologischen) Ökologie im deutschen Sprachraum im 20. Jahrhundert in die drei Bereiche Autökologie, Populationsökologie und Synökologie (die Ökologie von Lebensgemeinschaften) unterteilt. Aus dem dritten Teilgebiet entwickelte sich auch die Ökosystemlehre. Später hinzugekommene Spezialbereiche waren neben anderen die Analyse der biologischen und ökologischen Vielfalt oder die Erforschung des Verhältnisses zwischen biologischer und struktureller Vielfalt und der Stabilität/Resistenz des ökologischen Systems gegenüber Störungen. Von botanischer Seite aus wurde – allerdings fast nur auf Kontinentaleuropa – ein ökologisch orientierter pflanzensoziologischer Ansatz seit etwa 1928 (begründet durch Josias Braun-Blanquet) verfolgt, der zu einer komplexen Klassifikation pflanzensoziologischer Einheiten sowie zu Listen von Zeigerpflanzen gemäß der damaligen (noch wenig von Neophyten und vom Klimawandel beeinflussten) Vegetation Mitteleuropas entwickelt wurde.
Methodische und inhaltliche Schwierigkeiten ökologischer Forschung liegen in der hohen Komplexität der meisten ökologischen Systeme sowie ihrer stark nach stochastischen Prinzipien ablaufenden Dynamik und Wechselwirkung mit anderen Ökosystemen über Stoffflüsse und Organismenaustausch. Hinzu kommen immer wieder unvorhersehbare Einflüsse durch neuartige Umweltbelastungen, von Eutrophierungen über Klimaänderungen bis hin zur Einwanderung und Etablierung invasiver Arten aus anderen Regionen und Kontinenten. Dies behinderte auch von Anfang an die Entwicklung verlässlicher und stabiler Klassifikationssystemen der Umwelt, die während eines Großteils des 20. Jahrhunderts verfolgt wurden, am eindrücklichsten in der Pflanzensoziologie, aber selbst mit nachahmenden Versuchen in der Tierökologie. Die spezifischen und offenen Systemeigenschaften und Abhängigkeiten von Außenflüssen machen es grundsätzlich schwierig bis unmöglich, Prognosen über künftige Entwicklungen, beispielsweise Bestandsgrößen gefährdeter Tierarten, abzugeben.

### Autökologie: Ökologie der Arten

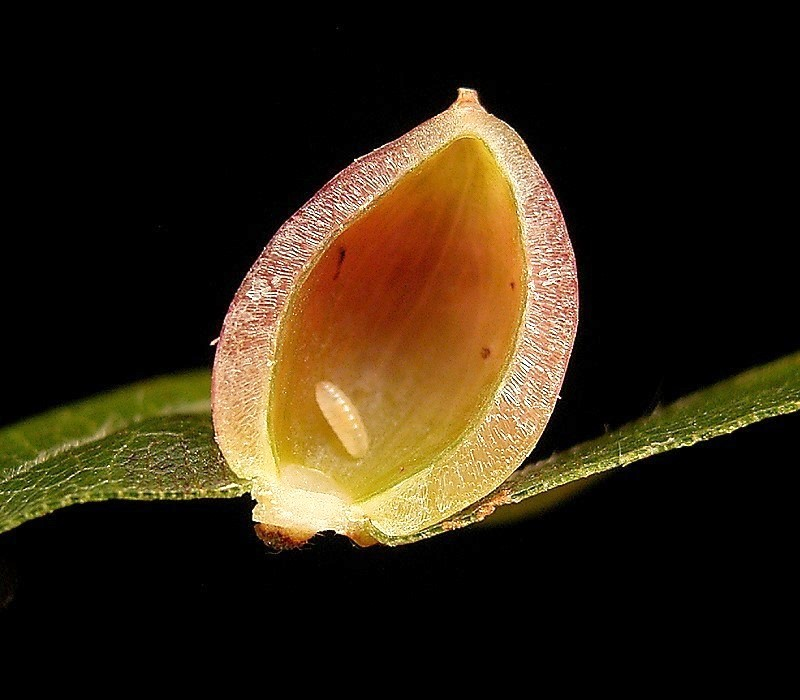
Aufgeschnittene Galle mit Larve der Buchengallmücke Mikiola fagi

Die Autökologie ist als Begriff 1902 vom in der Schweiz lehrenden deutschen Botaniker Carl Schroeter geprägt worden und zunächst als Gegenbegriff zu Synökologie verstanden worden. Die Autökologie befasst sich mit den Wechselwirkungen zwischen Individuen und den Umweltfaktoren. Diese Umwelt-„Faktoren“, systemanalytisch besser als Einflussgrößen oder Steuergrößen kennzeichenbar, umfassen einerseits abiotische Einflussgrößen, wie Lichtintensität, Bodenfruchtbarkeit und atmosphärischen Druck, im aquatischen System unter anderem die tiefenabhängige Lichtintensität und -qualität, die Sauerstoffkonzentration und Ionenzusammensetzung im Wasser. Andererseits umfassen sie auch biotische Einflussfaktoren, wie Nahrungsqualität und -quantität oder die direkte Wechselbeziehung mit parasitischen oder symbiontischen Arten, bei Tieren auch verhaltensökologische Aspekte der Auseinandersetzung mit anderen Arten.
Ein Grundkonzept dieses Ansatzes ist, dass Lebewesen generell nur innerhalb bestimmter Toleranzbereiche der Einzelfaktoren lebensfähig sind, soweit diese quantifiziert werden können. In der Realität ist die Sachlage komplex, indem die verschiedenen Einflussgrößen wechselseitig interagieren, ferner die Individuen auch eine gewisse, allerdings begrenzte physiologische Fähigkeit haben, sich auf suboptimale Bedingungen einzustellen und indem viele Toleranzgrenzen auch davon abhängen, welcher biologischer „Konkurrenzsituation“ sich die Arten im jeweiligen System ausgesetzt sehen. Schließlich ist im Laufe längerer Zeiträume auch mit einer gewissen Verschiebung der Toleranzbreite durch genetische Veränderungen, beispielsweise Allelfrequenzänderungen, zu rechnen. Die spezifischen Ansprüche oder Toleranzen einer Art gegenüber bestimmten Faktorenwerten sowie die Wechselwirkungen zwischen den Einflussgrößen werden durch das Konzept der ökologischen Nische umschrieben und analysiert und auch im Rahmen evolutionsbiologischer Interpretationen angewandt.
Der Begriff Autökologie wird in der modernen Lehre und Forschungspraxis aufgrund dieser vielfältigen Wechselbeziehungen nur noch selten verwendet, eher ersatzweise der Begriff Physiologische Ökologie bzw. als Adjektiv auch ökophysiologisch.

### Populationsökologie: Ökologie der Populationen

Populationsschwankungen innerhalb einer Räuber-Beute-Beziehung; charakteristisch ist, dass die Kurve der Räuberpopulation der Kurve der Beutepopulation nachläuft.

In der Populationsökologie (im deutschen Sprachraum auch „Demökologie“ genannt, basierend auf Schwerdtfeger 1968) werden quantitative Aspekte innerhalb einer Population bzw. Fortpflanzungseinheit beschrieben und analysiert. Dementsprechend war ehemals auch zwischen einer deskriptiven (statischen) Populationsanalyse und einem dynamischen Ansatz unterschieden worden, der Aspekte wie Populationswachstum und demographische Veränderungen untersuchte und entsprechend auch als „Populationsdynamik“ bezeichnet wurde. Früher und vor allem in der angewandten Entomologie war auch der Begriff „Massenwechsel“ verbreitet. In der Populationsdynamik werden Populationen von vielfach komplexer Geschlechts- und Alterszusammensetzung mittels demographischer Methoden beschrieben und analysiert, um Trends, Schwankungen und Tendenzen zu erkennen. Die zugrunde liegenden Modelle waren ursprünglich weitgehend deterministische Modelle, später verstärkt stochastische Modelle. In neuerer Zeit wurden auch die zeitlichen Veränderungen in der genetischen Basis der Populationen und in der Auseinandersetzung mit anderen Populationen in den Fokus gerückt.
Bei Mitberücksichtigung populationsgenetischer Aspekte, wie Allel- oder Genotypfrequenzen, spricht man häufig von Populationsbiologie. Langfristige Veränderungen als Folge evolutionärer Prozesse gehören nicht mehr in den traditionellen Bereich der Populationsökologie, sondern in die daraus hervorgegangene Populationsbiologie, die Evolutionsökologie oder gar die Evolutionsbiologie.

### Synökologie: Ökologie der Lebensgemeinschaften

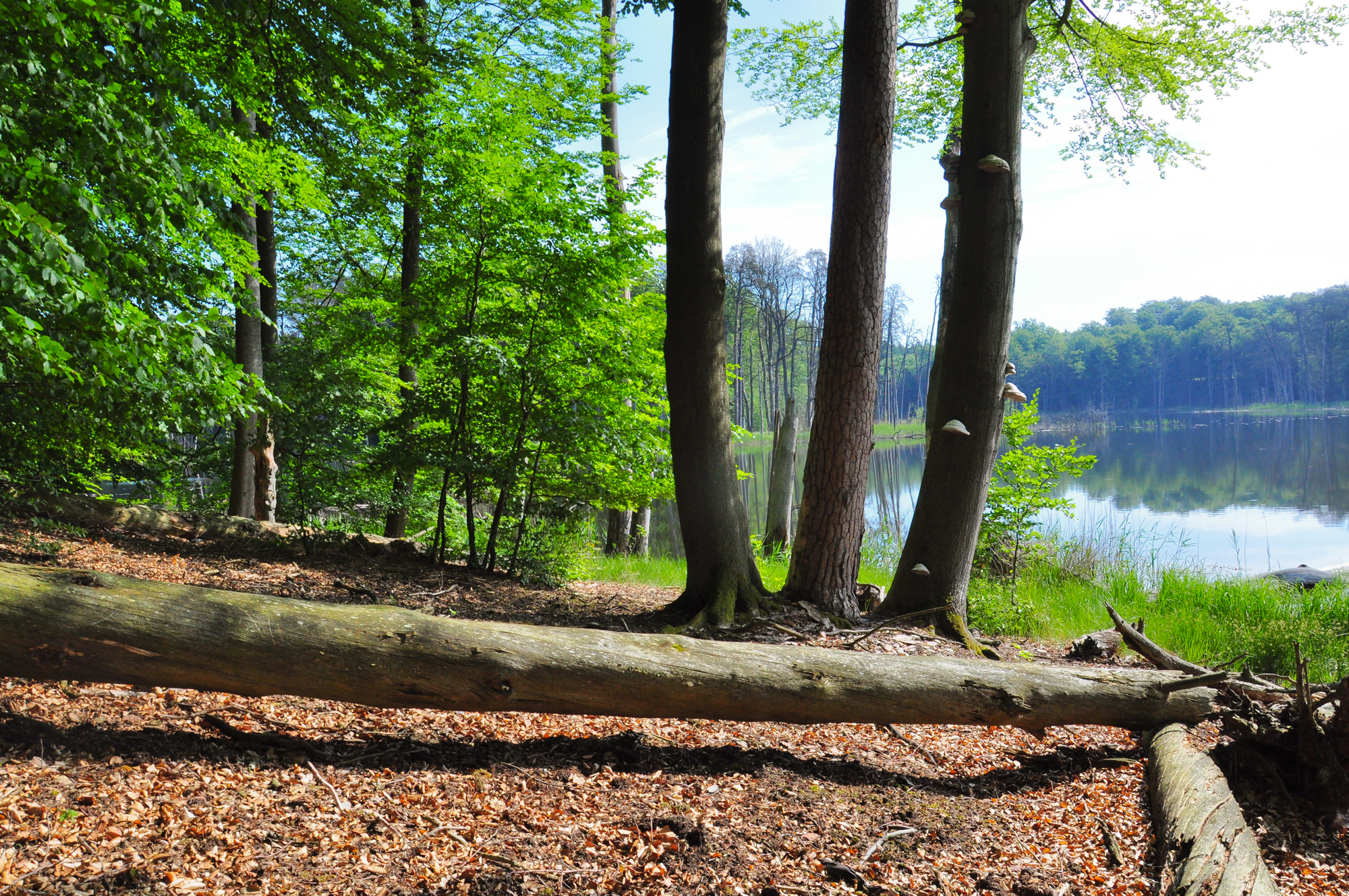
Naturnaher Buchenwald in Mitteleuropa (hier Müritz-Nationalpark) als Beispiel eines verbreiteten Ökosystems

Die Synökologie untersucht Lebensgemeinschaften der Natur unter ökologischen Gesichtspunkten. Der Begriff wurde, wie Autökologie, 1902 von Carl Schroeter geprägt und umfasste ehemals auch den Teil, der der heutigen Populationsökologie entspricht. Der Begriff wird allerdings nicht mehr häufig verwendet und ist dem Begriff und Konzept der Ökosystemanalyse gewichen, die von Anfang an auch neben der Lebensgemeinschaft den Energiefluss und Stoffkreislauf in den Fokus rückte.
Aufgabenfeld der klassischen Synökologie ist die Analyse der interspezifischen Wechselwirkungen in der Gemeinschaft (Biozönose) und auch deren Abhängigkeiten vom „Biotop“, d. h. allen strukturellen Beziehungen und Einflussgrößen außerhalb der betrachteten Organismengemeinschaft. Biotop und Biozönose bildeten in dieser modellhaften Vereinfachung das Ökosystem, wobei diese Gegenüberstellung in der Realität aber nicht existiert, da das Biotop durch die Organismengemeinschaft selber auch verändert wird, zum Beispiel indem Regenwürmer und andere grabende und wurzelnde Organismen die lokalen Bodeneigenschaften beeinflussen. Zu zentralen traditionellen Forschungsthemen gehören Wechselwirkungen infolge von Konkurrenz, Räuber-Beute-Beziehungen (Prädation im engeren Sinne), Herbivorie, Wirt-Parasit-Verhältnissen und kooperative Beziehungen, die als Mutualismus-Beziehungen zusammengefasst werden können. Vielfach werden mathematische und statistische Methoden zur Beschreibung und Modellierung von Gemeinschaften eingesetzt, in der angewandten Forschung auch Modelle für (mehr oder weniger verlässliche) Prognosen.
Ein verbreiteter Ansatz für die Analyse komplexer Gemeinschaften besteht darin, dass an vergleichsweise einfachen Systemen aus häufig nur zwei Arten durch Beobachtung, Experiment (auch in Langzeituntersuchungen) und Modellierung die Dynamik in Biozönosen untersucht wird. Das zugrunde liegende Verständnis ist, dass komplexe Gemeinschaften durch Reduzierung auf Teilaspekte überschaubarer gemacht und gleichsam exemplarisch verstanden werden können. So ist das Konzept der trophischen Stufen (Produzenten, Konsumenten und Destruenten) hieraus entstanden, auch wenn dies im Gesamt-Nahrungsnetz selber auch wieder eine modellhafte Vereinfachung darstellt.

## Neuere Schwerpunktbereiche
Naturgemäß können ökologische Problemstellungen unterschiedlich angegangen werden. So kann eine unorthodoxe Fragestellung, vielleicht hervorgerufen durch moderne verfügbare Methoden oder infolge neuartiger Umweltbelastungen, zum Ausgangspunkt für eine neue Schwerpunktbildung mit eigener Bezeichnung, eigener Problematik, Analytik und Interpretation werden. Die folgende Liste neuerer Ansätze ist nicht vollständig und verändert sich naturgemäß. Sie spiegelt aber die Unterschiedlichkeit der Herangehensweisen wider, wobei auch Überschneidungen auftreten.
- Als chemische Ökologie bezeichnet man ab etwa den 1960er/70er Jahre zwei unterschiedliche Ansätze, zum einen die Erforschung des Auftretens und der Verteilung chemischer Substanzen in den Ökosystemen. Hierzu zählten auch die ab Mitte des 20. Jahrhunderts in großer Zahl und Menge auftretenden Umweltchemikalien, von denen bald auch Ab- und Umbauprodukte in der Umwelt zu finden waren. Zum anderen bezeichnet chemische Ökologie die Untersuchung der Rolle chemischer Signale in den Wechselbeziehungen von Organismen. Aus diesem Ansatz ergaben sich teilweise praktische Anwendungen, wie die Entwicklung von Methoden zur biologischen Schädlingsbekämpfung. In manchen Fällen gehen diese beiden Richtungen auch ineinander über, etwa wenn die Anwesenheit neuartiger Umweltchemikalien die chemische Kommunikation von Lebewesen stört.
- Die Evolutionsökologie untersucht Fragestellungen im Grenzgebiet von Ökologie und Evolution. Sie etablierte sich etwa in den 1960er bis 1970er Jahren, erfuhr aber zwei Jahrzehnte später durch Einführung molekulargenetischer Analysen eine Art Renaissance. Vielfach wurde und wird der Begriff im Bereich der Verhaltensanalyse eingesetzt, beispielsweise zur Untersuchung komplexer Paarungssysteme und der Analyse der Genweitergabe im Verlaufe der Generationenfolge. In einem weiteren Sinne werden aber unter Evolutionsökologie alle Aspekte zusammengefasst, die evolutionsbiologische Komponenten in der Analyse oder Interpretation beinhalten, denn viele ökologische Systeme sind zugleich genetisch evoluierende Systeme.[8]
- Feuerökologie ist ein Wissenschaftszweig, der sich seit den 1970er Jahren etablierte. Dabei geht es um die natürliche Rolle von Bränden in verschiedenen Lebensräumen, die Anwendung des Feuers in traditionellen Formen der Landwirtschaft, seine kulturgeschichtliche Bedeutung und seine Auswirkungen auf Gesundheit, Umwelt und Klima.
- Als molekulare Ökologie[9] bezeichnet man Ansätze und Methoden, ökologische Fragen mit molekulargenetischen Grundlagen zu untersuchen. Die Ausrichtung und Bezeichnungsweise etablierte sich um 1990, nachdem insbesondere die PCR-Technik den Einsatz molekularer Methoden in der Ökologie stark vereinfacht hat. Eine spezielle Bedeutung erlangte dieser Ansatz für Fragen aus der Populationsökologie und -biologie. Vielfach werden genetische Sequenzen als Marker benutzt, um Aussagen über die Populationsdifferenzierung auf genetischer Grundlage, über Arthybridisierung und genetische Vielfalt in einer Population oder einem Ökosystem machen zu können. Hierbei werden die verfügbaren oder interessierenden DNA-Komponenten im Systemausschnitt analysiert und zugeordnet. Auch die Verwendung des DNA-Barcoding[10] zur Artbestimmung gehört hierzu.
- Die biologische Vielfalt kann sich je nach Ausrichtung auf die Vielfalt der Gene, der Arten und der Ökosysteme beziehen. Auch die Wechselwirkung von Klimawandel und Biodiversitätswandel ist zu einem Fokus in der Forschung geworden.[11] Der Biodiversitätsbegriff wurde in den letzten 10 Jahren des 20. Jahrhunderts eingeführt, verbreitete sich allerdings bei uns erst im Laufe des ersten Jahrzehnt des 21. Jahrhunderts. Soweit Genome und Gensequenzen im Zentrum der Betrachtung stehen, wird gelegentlich auch von Umweltgenomik, Metagenomik oder Biodiversitätsgenomik gesprochen; diese Ausrichtungen sind erst mit der zeitsparenden und kostengünstigen Genomanalyse im zweiten Jahrzehnt des 21. Jahrhunderts im größeren Stile möglich geworden.
- Makroökologie ist ein Ansatz und eine Ausrichtung, die ab etwa 1990 aufkam, aber erst im 21. Jahrhundert eine größere Verbreitung fand. Hierbei werden Muster und Mechanismen erforscht, die über größere Regionen und teilweise auch im zeitlichen Ablauf für die untersuchten taxonomisch-ökologischen Einheiten (Arten, Merkmale, Artengemeinschaften) zu beobachten sind. Sie überschneidet sich teilweise mit anderen ökologischen Ansätzen und Disziplinen.
- Gesundheitsökologie ist ein Bereich der Klinikökologie[12] und ein schulisches Unterrichtsfach, das in Abgrenzung zu anderen naturwissenschaftlichen Fächern den Menschen in den Mittelpunkt stellt.[13]

## Weitere Teilgebiete der Ökologie

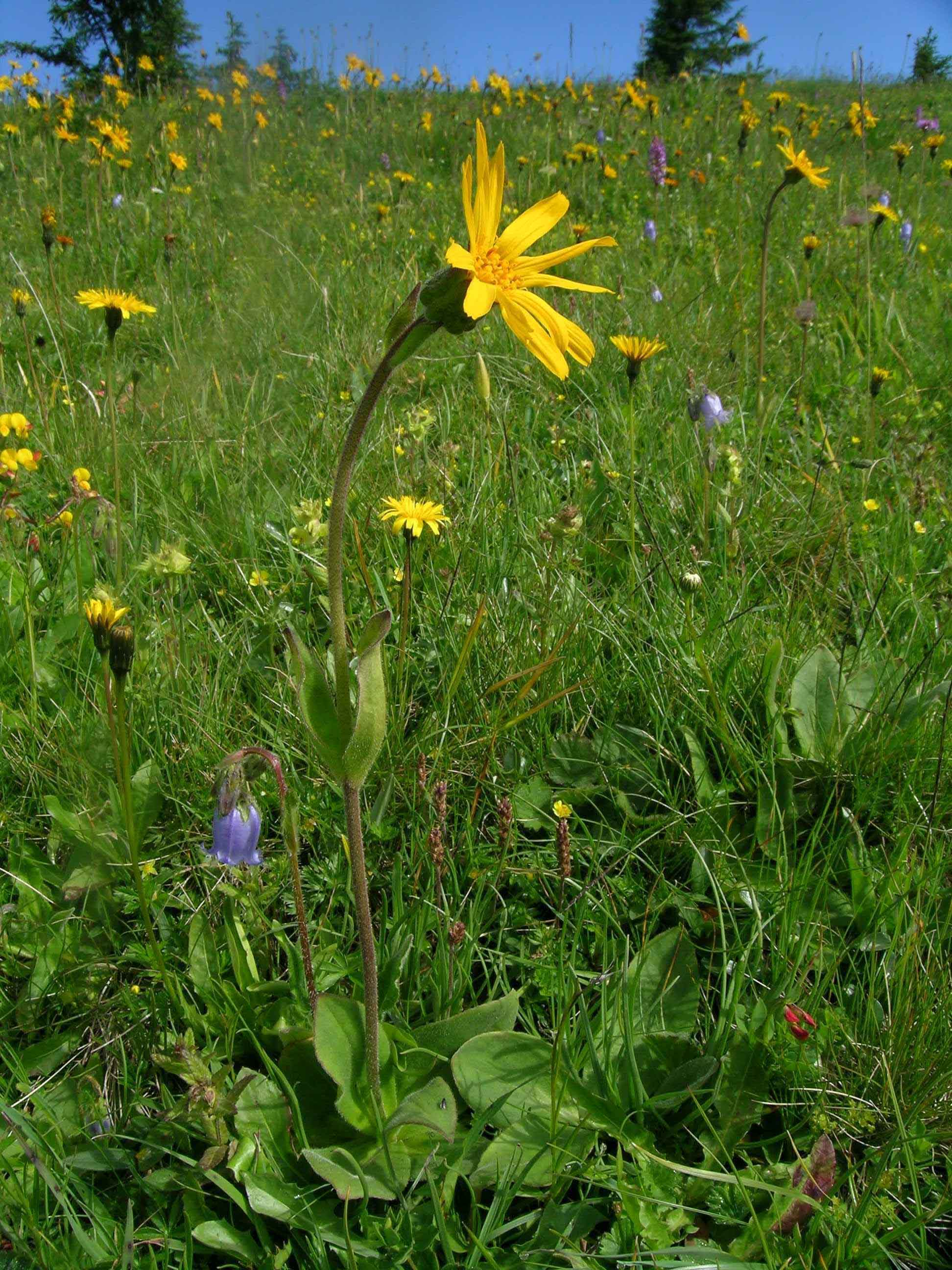
Borstgrasweide mit Arnika

Zahlreiche weitere Schwerpunktgebiete haben sich entwickelt, die teilweise ihren Höhepunkt hinter sich haben oder deren heutige Forschungsinhalte in andere ökologische Disziplinen gewechselt haben. So werden vielfach Forschungszweige, die früher innerhalb der sogenannten Tierökologie, Hydrobiologie oder Mikrobenökologie geführt wurden, heute eher unter Rubriken, wie Evolutionsökologie, Ökosystemanalyse oder molekulare Ökologie geführt. Die Gründe hierfür können bei den Wissenschaftler selber liegen, die sich nicht in einem „altbackenen“ Forschungsgebiet agierend sehen wollen. Sie liegen zuweilen aber auch in den Forschungsförderungsinstitutionen, die thematisch, konzeptionell und methodisch neuartig anmutende Ansätze und Inhalte zu unterstützen pflegen und nach deren Terminologie sich somit auch die beantragenden Wissenschaftler und Institutionen richten.
Beispiele:
- Die Gliederung nach Organismengruppen ließ traditionell eine Tierökologie, Pflanzenökologie und Mikrobenökologie unterscheiden, die vielfach auch in getrennten Lehrbüchern abgehandelt waren.
- Die Gliederung nach Großlebensräumen der Erde ließ eine Unterscheidung zu nach Meeresökologie, Süßwasserökologie (Hydrobiologie oder Limnologie), terrestrische Ökologie (Festlandsökologie, sehr selten historisch auch Epeirologie genannt). In feinerer Unterteilung spricht man ferner von der Waldökologie, Flussökologie oder auch der Höhlenökologie und der Grundwasser-Ökologie.[14] Die spezifische Wechselbeziehung zwischen Blüten und Insekten oder anderen Bestäubern wird im Rahmen der Blütenökologie (traditionell auch Blütenbiologie genannt) untersucht. Dem Luftraum widmet sich die Disziplin der Aeroökologie.
- Der Begriff der Theoretischen Ökologie wird manchmal synonym für die Grundlagenforschung in der Ökologie gebraucht, manchmal auch für das Herausarbeiten von mathematisch-formelmäßigen oder auch physikalisch-chemisch beschreibbaren Prinzipien der Ökologie (Räuber-Beute-Interaktion, Energiefluss, Stoffkreisläufe, formale Populationsgenetik u. a.). Unter anderem aus diesem Feld heraus haben sich auch viele Ökologische Modellierungen entwickelt, die heutzutage generell eine große Rolle spielen, auch wenn sie außerhalb der Wissenschaft oft mit Prognosen verwechselt werden.
- Die Angewandte Ökologie sieht sich (im Gegensatz zur Theoretischen oder Grundlagen-Ökologie) als direkt auf die Bedürfnisse des Menschen zugeschnitten. Zu ihr zählen traditionell die Forstökologie, die Schädlingsbekämpfung oder die Ökologie der Bienen und anderer wichtiger Nutztiere und -pflanzen. Auch die Ökologie der Gewässerreinhaltung gehört im Prinzip hierher, wird aber vielfach terminologisch eigenständig oder unter Hydrobiologie (auch Technische Hydrobiologie) geführt.
- Als Humanökologie bezeichnet man die Wirkung ökologischer Wechselbeziehungen zwischen der Menschheit und ihrer Umwelt, wobei die inhaltlichen Ausrichtungen entweder eher naturwissenschaftlich, technisch, planerisch oder gesellschaftswissenschaftlich sein können. Auch kann sich der Begriff Humanökologie entweder mehr auf die vorzivilisatorische Entwicklung der Menschheit beziehen (Ökologie indigener oder auch früherer Völker) oder aber auf die heutige Menschheit. Der Inhalt dieses Zweiges ist seit Ende des 20. Jahrhunderts partiell in den Begriff der Sozialökologie (und verwandter Begriffe) übernommen worden.
- Sozialökologie oder auch sozial-ökologische Forschung sind Bezeichnungen von überwiegend gesellschaftswissenschaftlich ausgerichteten Fragestellungen und Forschungsfeldern, in denen primär Aspekte der Nachhaltigkeit oder Forschungsinhalte anderer direkter Relevanz für die heutige menschliche Gesellschaft analysiert oder stark mitberücksichtigt werden, beispielsweise auch Ökologische Ökonomie. Wie stark naturwissenschaftliche Forschungskomponenten berücksichtigt werden und einfließen, hängt von der jeweiligen Institution bzw. sozialwissenschaftlichen „Schule“ ab.
- Die Zivilisationsökologie beschäftigt sich mit den Auswirkungen technischer Zivilisation auf Lebewesen und Lebensräume und mit Umweltproblemen und Lösungsansätzen zu ihrer Beherrschung. Sie ist vielfach stark sozialwissenschaftlich ausgerichtet, doch ist der Begriff, ähnlich wie der Begriff Humanökologie nicht (mehr) so stark verbreitet, wie etwa Sozialökologie.
- Die Verhaltensökologie untersucht Wechselwirkungen von tierischem Verhalten und Umweltfaktoren, heute vielfach auch mit Hilfe molekularer Methoden. Das menschliche Verhalten steht dabei traditionell nicht im Vordergrund, wird aber oft mitberücksichtigt, auch in Kooperation mit der Umweltpsychologie und verwandten Gebieten.
- Die Geoökologie (im ökologischen Sinne) untersucht das Zusammenwirken abiotischer Teilsysteme (z. B. Boden, Sicker- und Grundwasser) untereinander sowie mit biotischen Teilsystemen (z. B. Wurzeln, Regenwürmer). Sie gilt, in verschiedenen Ausprägungsformen, als ein Wissenschafts- und Lehrzweig an der Schnittstelle von Ökologie, Umweltchemie, Geographie und manchmal auch der Gesellschaftswissenschaften, bindet oft auch Aspekte der Bodenkunde, Hydrologie oder Fernerkundung mit ein.
- Die Bodenökologie untersucht die ökologischen Beziehungen der im Boden lebenden Organismen (Regenwürmer, Bodenmilben, Pilze), hat aber vielfach stark angewandten Charakter in Richtung Landwirtschaft, wo traditionell besonders der Bodenfruchtbarkeit Beachtung geschenkt wird.
- Die Stadt- oder Urbanökologie widmet sich den global rasant weiter zunehmenden dicht besiedelten städtischen Regionen, ihren spezifischen ökologischen Bedingungen und ihrer Fauna und Flora, die in Parks und Steinritzen, in Hausgärten und auf Ruderalstandorten leben. Auch die ökologischen Bedingungen der in den Stadtregionen lebenden oder arbeitenden Menschen kann Gegenstand der Urbanökologie sein. Das Gegenstück auf dem landwirtschaftlich genutzten Umland heißt zusammenfassend oft Agrarökologie.
- Die Paläoökologie studiert die ökologischen Bedingungen und Beziehungen vergangener Zeiten und Erdperioden, meist auf Basis von Gesteinen (häufig ehemalige Sedimentablagerungen), chemischen Inhaltsstoffen und Fossilresten. Zur Interpretation mancher Befunde können rezente Analogbeispiele herangezogen werden.
- Die Landschaftsökologie ist auf die räumliche Ausprägung ökologischer Zusammenhänge und Regelkreise gerichtet. Sie erforscht das Zusammenwirken von Biodiversität und Geodiversität auf der Ebene der daraus resultierenden Landschaftsdiversität.

## Wissenschaftstheoretische Erörterungen über ökologische Systeme
Von philosophisch-wissenschaftstheoretischer Seite wurde ab etwa dem Beginn des 20. Jahrhunderts darüber diskutiert, wie ökologische Systeme zu sehen, bewerten und untersuchen sind. Sollen sie primär als ganzheitliche Systeme, gleichsam als hoch-organisierte Superorganismen gesehen und analysiert werden, deren Arten alle bestimmte Funktionen innehaben und wo erst deren harmonisches Gesamtspiel das Funktionieren des Ökosystems gewährleistet? Die beobachteten oder scheinbaren homoeostatischen Stabilisierungen ergäben sich dann gleichsam aus dem Systemverhalten. Oder sind Ökosysteme eher als mehr oder weniger zufällige Aggregationen von Populationen und Arten zu sehen und analysieren, die sich gleichsam in das Gesamtsystem einpassen. Dieser Gegensatz tangierte auch die Frage, ob sich Ökosysteme jeweils einem „Idealzustand“ nähern, einer „Klimaxgemeinschaft“, der man dann auch einen jeweils besonderen Namen geben mag, oder ob sie generell als stochastisch sich einstellende Übergangssysteme zu sehen sind. Über diese unterschiedlichen Konzepte der ökologischen Organisation und der angemessenen Forschungsansätze, philosophisch ausgedrückt auch über den ontologischen Status ökologischer Gemeinschaften, wurde in etlichen Kontroversen debattiert:
- Schon seit Anfang des 20. Jahrhunderts war darüber spekuliert worden, ob ökologische Systeme ganzheitlich, einem Organismus vergleichbar, betrachtet werden müssen oder ob das System eher von den Einzelkomponenten heraus zu verstehen ist. Insbesondere von Seiten des südafrikanischen Staatsmanns und Generals Jan Smuts war ab 1926 der Terminus Holismus in die Debatte geworfen worden.[15] Demgegenüber standen die Vertreter eines Individualismus-Konzepts, stark vertreten durch den US-amerikanischen Botaniker und Ökologen H.A. Gleason,[16]
- Den stark klassifikatorischen Ansätzen in der Ökologie der ersten Hälfte des 20. Jahrhunderts, wie sie speziell von der pflanzensoziologischen Ausrichtung Deutschlands betrieben wurde, wurde ein Kontinuum- oder Gradientenkonzept gegenübergestellt. Die zentrale Frage der Debatte war, ob wir tatsächlich definierbare Lebensgemeinschaften vor uns haben oder aber eher kontinuierliche Übergänge im Sinne von Gradienten (eine Betrachtungsweise, die vor allem im amerikanischen Forschungsbereich dominierte, wo konsequenterweise auch keine pflanzensoziologischen Systeme definiert wurden.[17] Heute hat man sich vom Superorganismus-Konzept für Ökosysteme verabschiedet und untersucht ökologische Systeme primär funktionell. Sie werden als offene Systeme gesehen, die gerade auch in der heutigen Zeit überall auf der Erde mit neu auftretenden invasiven Arten und sich verändernden sonstigen Umweltbedingungen neuartige und vielfach temporäre Gemeinschaften bilden.
- Eine weitere Debatte entfachte die Gaia-Hypothese von James Lovelock und Lynn Margulis ab Mitte der 1960er Jahre. Die beiden Autoren argumentierten – und versuchten später, ihre Hypothesen mit Modellierungen zu untermauern – dass sich die Erde insgesamt und in der ganzen Erdgeschichte wie ein selbstregulierendes System verhält und somit auch eine hohe Selbstorganisation zeigt, das für die irdischen Organismen gleichsam optimale Bedingungen aufrechtzuerhalten trachtet. Ihr Konzept und ihr Modell schlossen später auch die Veränderungen im Stoffhaushalt der Erde von der erdgeschichtlichen Frühzeit bis in die Zukunft (mit Aufhören allen Lebens) mit ein. Diese Modelle mit der postulieren eindrücklichen Selbstregulation der Erde fanden in vielen nicht-naturwissenschaftlichen Kreisen begeisterte Anhänger. Auf wissenschaftlicher Ebene wurde zwar der stark systemtheoretische Ansatz positiv aufgenommen, die Ableitungen und Erklärungen aber vielfach auch anders als durch einen globalen, sich selbst über lange Zeit erhaltenden Optimalzustand interpretiert.
- Eine weitere kritische Diskussion betraf das in der Öffentlichkeit vielfach propagierte und als für menschliches Handeln vorbildlich dargestellte „ökologische Gleichgewicht“ und die Frage, ob es überhaupt real oder nur eine fixe Vorstellung ist, vielleicht dadurch bedingt, dass wir einen nur sehr begrenzten Zeitraum selber überblicken können und uns längerfristige Veränderungen als konstant erscheinen. Diese Auseinandersetzung kann als Gleichgewichts-Ungleichgewichts-Debatte bezeichnet werden, die auch kritisch mathematisch anhand des Systemverhaltens komplexer Systeme untersucht und diskutiert wurde.[18] Inzwischen sprechen Ökologen selber nur noch selten von einem „ökologischen Gleichgewicht“, sondern betonen die dynamischen und auch fragilen Aspekte natürlicher Populations- und Ökosysteme.

In philosophischen Erörterungen werden ökologische Systeme und auch der Forschungsgegenstand der Ökologie mittlerweile weniger im wissenschaftstheoretischen Zusammenhang, als eher im Kontext der Ethik diskutiert, beispielsweise dahingehend, welchen (auch immateriellen) „Wert“ intakte ökologische Systeme für die Menschheit haben oder wozu wir ökologische Systeme oder aber die biologische Vielfalt (Biodiversität) schützen müssen, ob „für die Natur“ oder „für uns Menschen“. Solche Fragestellungen und Entwicklungen haben sich stark auch in Zusammenhang mit der Transformierung des Begriffs Ökologie ergeben (vgl. folgenden Abschnitt).

## Politisierung und Popularisierung des Ökologie-Begriffs

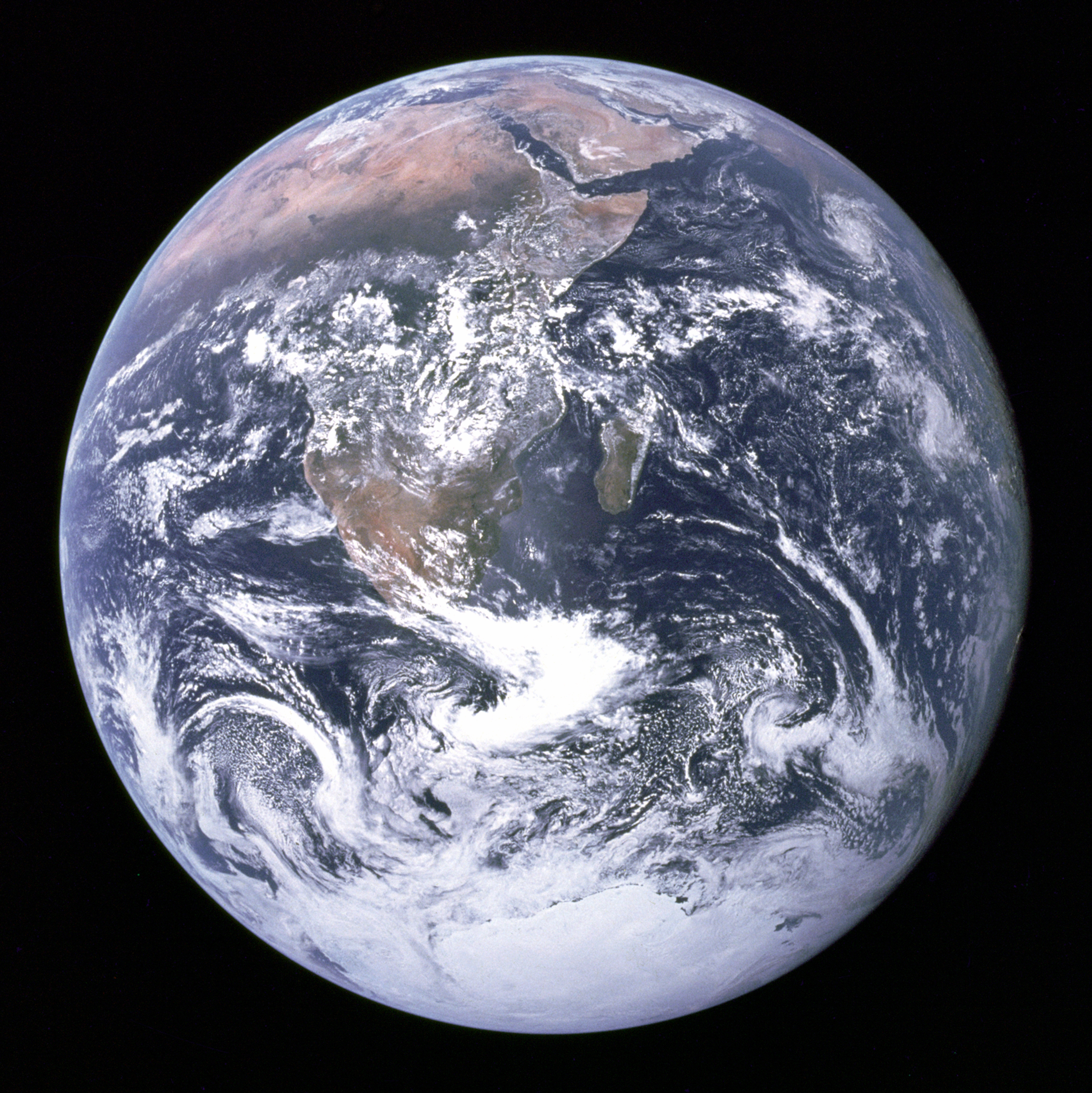
Das historische Blue Marble Foto der Apollo-17-Mission als Symbolbild für das fragile Ökosystem Erde

Bis Ende der 1960er Jahre war der Begriff Ökologie wenig bekannt und der entsprechende Forschungszweig galt auch innerhalb der biologischen Wissenschaften als eher randständiger, traditioneller und unmoderner oder gar historischer Ansatz, der in seinem Ansehen deutlich hinter den damals modernen physiologischen und biochemischen Labormethoden angesiedelt war. Zu einer gewissen Verbreitung und Popularisierung der ökologischen Betrachtungsweisen und Forschungsansätze trug aber das 1964 von der UNESCO beschlossene sogenannte Internationale Biologische Programm (IBP) bei, das faktisch von 1967 bis 1974 umgesetzt wurde und durch welches erstmals Ansätze der Großforschung auf die Ökologie übertragen wurden. Allerdings wurde dies zunächst fast nur im Bereich der ökologischen Wissenschaften und der beteiligten Institutionen wirklich wahrgenommen. Es wurden in diesem Zusammenhang weltweit mehrere großangelegte ökosystemare Analyseprojekte verfolgt, darunter in Deutschland das Solling-Projekt. Auch durch das 1971 angelaufene Man and the Biosphere-Programm entwickelten sich Forschung und Bewusstsein weit über den engen naturwissenschaftlichen Rahmen der Biologie hinaus und haben zu mittlerweile über 670 Biosphärenreservaten in rund 120 Staaten geführt. Um 1970 etablierten sich de facto auch die Begriffe Umwelt und Umweltschutz in der deutschsprachigen Politik- und Alltagssprache. Unter Ökologie und unter „ökologisch“ wurde in den letzten Jahren zunehmend ein die Ressourcen und die intakte Umwelt schonender, nachhaltiger Umgang mit der Natur in der Arbeitswelt und auch eine „naturnahe“ Lebensführung verstanden.
Im US-amerikanischen Raum, später auch bei uns, wurde Rachel Carson mit ihrer Warnung vor einem „Stummen Frühling“ (so ihr Buchtitel von 1962) bekannt, der auf die Pestizidproblematik und Gefährdung der Vogelwelt hinwies. Hieraus entwickelte sich letztlich ein weitgehendes Verbot der Verwendung von DDT und anderen persistenten und sich akkumulierenden Umweltgiften. Ebenfalls in den 1960er Jahren wurden in Europa die Stimmen für einen wirksamen Gewässerschutz immer lauter, denn Schwermetall- und Salzfrachten, Eutrophierung und Sauerstoffschwund hatten in vielen Flüssen und Seen zu einer drastischen Veränderung der Organismenwelt mit Algenblüten und Fischsterben geführt und waren zugleich, auch über die Kontamination des Grundwassers, ein gesundheitliches Problem für Mensch und Nutztier. Kläranlagen mit teilweise sogenannter dritter Reinigungsstufe (zur Fällung von Phosphaten und anderen anorganischen Stoffen), Ringleitungen um Seen und eine drastische Einschränkung der Ausbringung von Düngestoffen in die Umwelt wurden nun gefordert und im Laufe der folgenden Jahrzehnte gesetzlich umgesetzt. Im Gebiet der Neuen Bundesländer und auch in vielen ehemaligen Ostblockstaaten wurden entsprechende Sanierungsmaßnahmen überwiegend erst in den 1990er Jahren wirksam umgesetzt.
Ökologische Erkenntnisse, die neben dem Verschmutzungs- und Gefährdungspotential auch die Endlichkeit irdischer Ressourcen zentral thematisierten, wurden ab den 1970er Jahren zunehmend mit gesellschaftlichen Belangen in Beziehung gesetzt und teilweise auf diese übertragen. Wichtige Impulsgeber waren die vom Club of Rome herausgegebene Studie Grenzen des Wachstums (1972) und der Bericht an den US-Präsidenten Global 2000 von 1980.
Das Konzept einer nunmehr eher normativen Auslegung der „Ökologie“ machte sie bald zur Leitwissenschaft einer Ökologiebewegung, die in Deutschland ebenfalls in den 1970er und 1980er Jahren aktiv in Erscheinung trat, aber erst später so genannt wurde. Indem das Wort Ökologie Eingang in die tägliche Umgangssprache fand, hatte sich sein Bedeutungsinhalt und die ursprünglich wertneutrale Naturwissenschaftsdisziplin in eine als positiv empfundene Norm und als ein zu erreichendes Ziel entwickelt, so dass ökologisch nahezu synonym zu umweltverträglich, sauber, rücksichtsvoll oder auch zu gut und richtig empfunden wurde. Fast parallel setzte sich die Kurzform „Öko/öko“, in ähnlicher Bedeutung auch „Bio“, in Kombination mit Bezeichnungen durch, die mit schadstofffreien und ressourcenschonenden Wirtschaftsformen in Verbindung zu bringen waren, z. B. Ökobauer, Ökosiedlung, Ökoenergie oder Ökostrom, Ökomode, „ökofair“ (ökologisch angebaut und fair gehandelt). Die Kurzform öko wurde ab jetzt auch gezielt marketingmäßig eingesetzt. Ab ungefähr der Jahrtausendwende wurde zusätzlich auch der (im Prinzip schon seit langem existierende) Begriff der Nachhaltigkeit zu einem weitgehend synonymen, wenngleich zeitgemäßer wirkenden Begriff für „ökologisch“, gerecht und gut verwendet und wird seit dem beginnenden 21. Jahrhundert fast inflationär auf Umwelt, Gesellschaft und Wirtschaft angewendet.
Daraus hat sich der Begriff „Neo-Ökologie“ entwickelt. Darunter wird der Wandel weg von einer Konsumgesellschaft, hin zu einem umweltbewussten Verbrauchertum verstanden. Neo-Ökologie bezeichnet die Verbindung von Ökonomie und Ökologie. Das Sinus-Institut hat im Jahr 2021 das Neo-Ökologische Milieu mit in das Modell aufgenommen.